# República de Noli
A república de Noli (repubbrica de Nöi em  lígure) foi formada em 7 de agosto de 1192. Conseguiu conquistar a independência separando-se do Marquesado de Finale dos Del Carretto. Foi umas das repúblicas marítimas italianas junto do Ducado de Amalfi, República de Ancona, Ducado de Gaeta, República de Gênova, República de Pisa, República de Ragusa e a República de Veneza.

## História (1192-1797)

### Nascimento da república

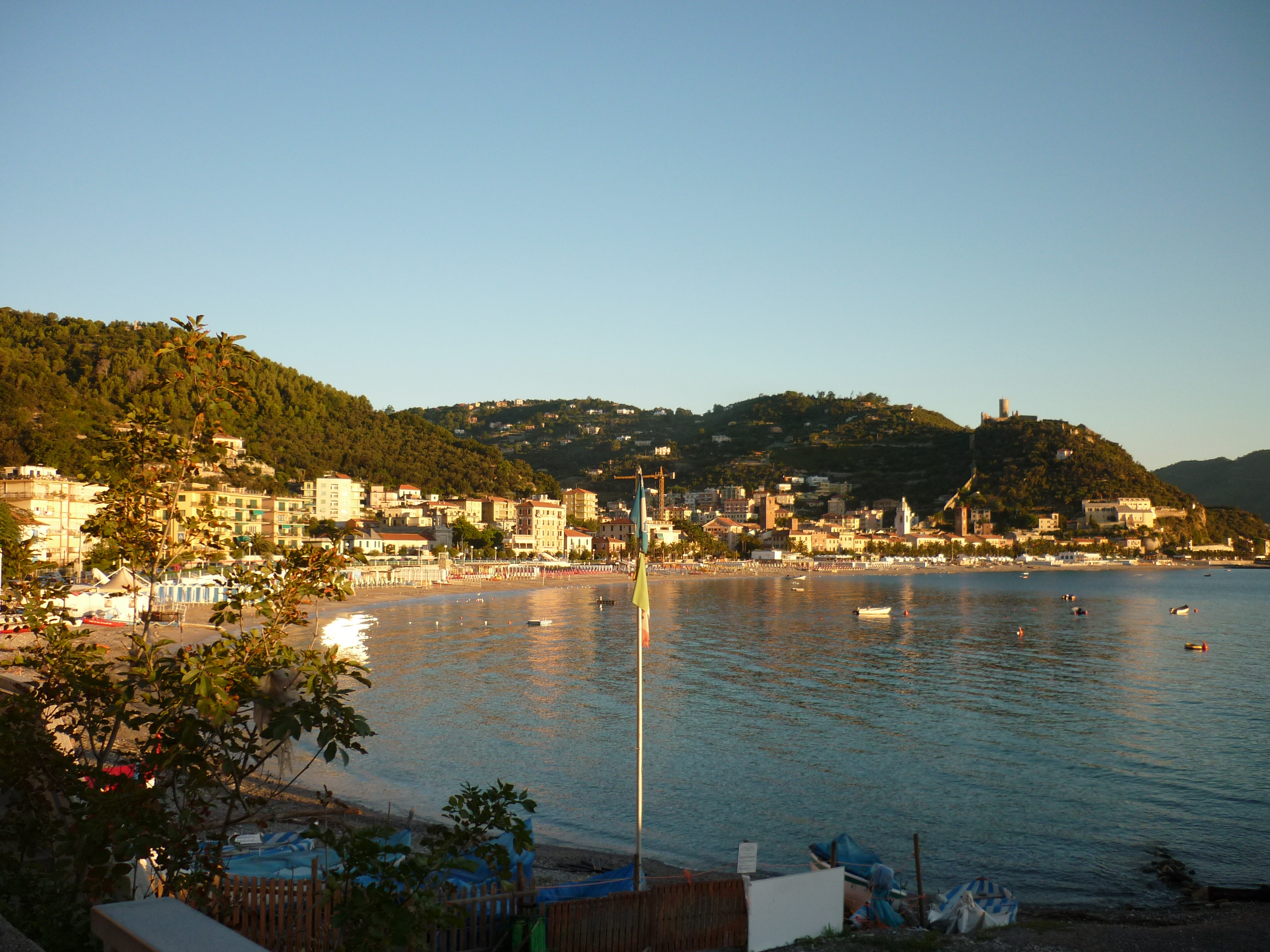
Vista de Noli

O ano de nasicmento da república marítima foi assinado em 7 de agosto de 1192 na Igreja de San Paragorio.. Foi então que Enrico II vendeu a comuna de Noli, o castelo episcopal e direitos senhoriais. O Imperador Romano-Germânico e rei da Sicília Henrique VI do Sacro Império Romano-Germânico decretou em 1196 a separação de Noli do Marquesado de Finale, em virtude de um documento que reconhecia a autonomia da cidade na forma de uma oligarquia cujos órgãos de governo eram o Podestà, o Conselho de Cônsules (il Consiglio dei Consoli) e o Conselho dos Chefes de casa (Consiglio dei Capi di casa). 
A pequena república se estendia entre o cabo Noli e a ponta do Vescovado, com as aldeias de Voze e Tosse: no seu melhor momento fizeram parte de seu território as localidades limítrofes Vado, Mallare, Orco, Segno e a Ilha de Bergeggi. Fazia fronteira ao oeste com o Marquesado de Finale (na torre das bruxas, ainda existentes, eram estacionados o corpo de guardas da fronteira); ao nordeste com a República de Gênova, que a protegia. Tinha uma superfície de 4nbsp;km², com 4 quilômetros de comprimento pela costa e até 1,5 km de largura até os montes. No século XVIII contava com uma população de 1050 residentes na cidade, 184 em Tosse e 300 em Voze, as duas aldeias nas montanhas que faziam parte da república.

### Eventos e forma de governo
Para se proteger da agressividade de Savona e Finale, a guelfa Noli se aliou em 1202 com a República de Gênova em uma espécie de protetorado, nos documentos se evidencia que a relação era igualitária e não de submissão.
. Travou guerras ao lado de Gênova contra Pisa por se impor no Mar Tirreno e contra Veneza nas guerras pelo Oriente Médio em 1209. A sua importância cresceu a tal ponto que em 1239, foi instituída uma diocese pelo Papa Gregório IX, só voltando a ser unida com o distrito episcopal de Savona em 25 de novembro de 1820. A catedral até 1572 era a Igreja de San Paragorio, transferida depois a Catedral de São Pedro dos Pescadores, porque esta última era situada dentro dos muros e portanto era mais segura.
No século XIII a república criou os quatro estatutos em divididos em quatro livros:direito público, civil, penal e administrativo. Noli, diferentemente dos outros principados lígures, não cunhava a própria moeda, mas circulava a moeda da República de Gênova como genovino, zecchino, scudo del sole, ducato (em ouro); denaro, medaglia, grosso, soldo, petacchina, cavallotto e outras (em prata). O historiador Luigi Caorsi afirma que as motivações da falta de autonomia monetária de Noli com relação a Gênova são encontradas na limitação do mercado e interno e nas correntes de tráfico não favoráveis ao desenvolvimento de uma moeda local própria, sobre o costume da parte dos habitantes da cidade e o fato que a Gênova nunca renunciou uma fração do privilégio próprio da moeda zecca.
O brasão da república era ilustrado como uma cruz branca encurtada em um campo vermelho e assim também a bandeira, para diferenciar-se dos símbolos de Gênova. O patrono da república de Noli era Santo Eugênio.
Ao final do século XIV veio a decadência da república marítima: durante as cruzadas, Noli teve um papel estratégico como um porto natural, participou da Oitava Cruzada com o próprio estandarte e foi o seu navio que transportou o Rei Luís IX da França à Tunis. Se tornando insuficiente para abrigar navios maiores, esse foi o motivo que causou o isolamento de Noli. Os noleses mudaram então de atividades, de ricos comerciantes, se tornaram pescadores. Os conflitos entre Savona e Finale também contribuíram para diminuir a segurança da república, assim como as incursões espanholas e de Saboia, a luta interna entre famílias locais e as terríveis epidemias.
 O casal inglês Edward e Margaret Berry, estudiosos e viajantes, residentes em Bordighera a partir de 1891, mostraram apreciação pela cidade de Noli e o seu unusual passado republicano no livro histórico-artístico Nas portas ocidentais da Itália. O escritor e crítico literário de Turim Giuseppe Baretti, no seu livro "Viaggio da Londra a Genova" (Viagem de Londres a Gênova), em 1770, mencionou a República de Noli, definindo-a como uma maravilha política pela bondade do sistema de governo:Predefinição:Citazione

### Extinção da república
O declínio de Noli a levou, junto com Gênova, a qual lhe protegia, a cair sob dominação francesa de Napoleão Bonaparte em 1797. Em 2 de dezembro de 1797, em fato, foi extinta a autonomia da minúscula república, quando Gênova renunciou em maio do mesmo ano. A nova constituição da República Lígure foi aprovada em 3 dias, da vida a uma república irmã, que no entanto teria breve duração, sendo anexada pelo Primeiro Império Francês, ao fim do período napoleônico, foi anexada ao Reino da Sardenha e ao seu sucessor Reino da Itália em 1861.

## Os edifícios da república
- Casa Garzoglio: bela casa-torre do século XIII com galerias e janelas gradeadas.
- Casa Maglio: casa-torre com construção sugestiva do século XIII
- Castelo de Monte Ursino (séculos XII-XIV): construído pelos Del Carretto, é unido as paredes muradas da cidade.
- Igreja de San Pietro dei Pescatori: catedral a partir de 1572.
- Palácio do Governo: agora sede da comuna, com quatro arcos ogivais e um relógio de sol, ali operavam os órgãos da república.
- Porta di Piazza (século XII): entrada principal da segunda parede murada (eram três e ao menos 10 entradas).
- Porta-torre del Papone (seéculo XIII): antigo depósito de armas e munições da república.
- Porta-torre San Giovanni (1300).
- Igreja de San Paragorio: primeira catedral (1239-1572).
- Torre Comunale: com 33 metros de altura, em pedras verdes locais com ameias gibelinas.
- Torre del Canto: hoje restam oito casas-torres das 72 originais.
- Torre della Marina (século XIII).

## Galeria de imagens

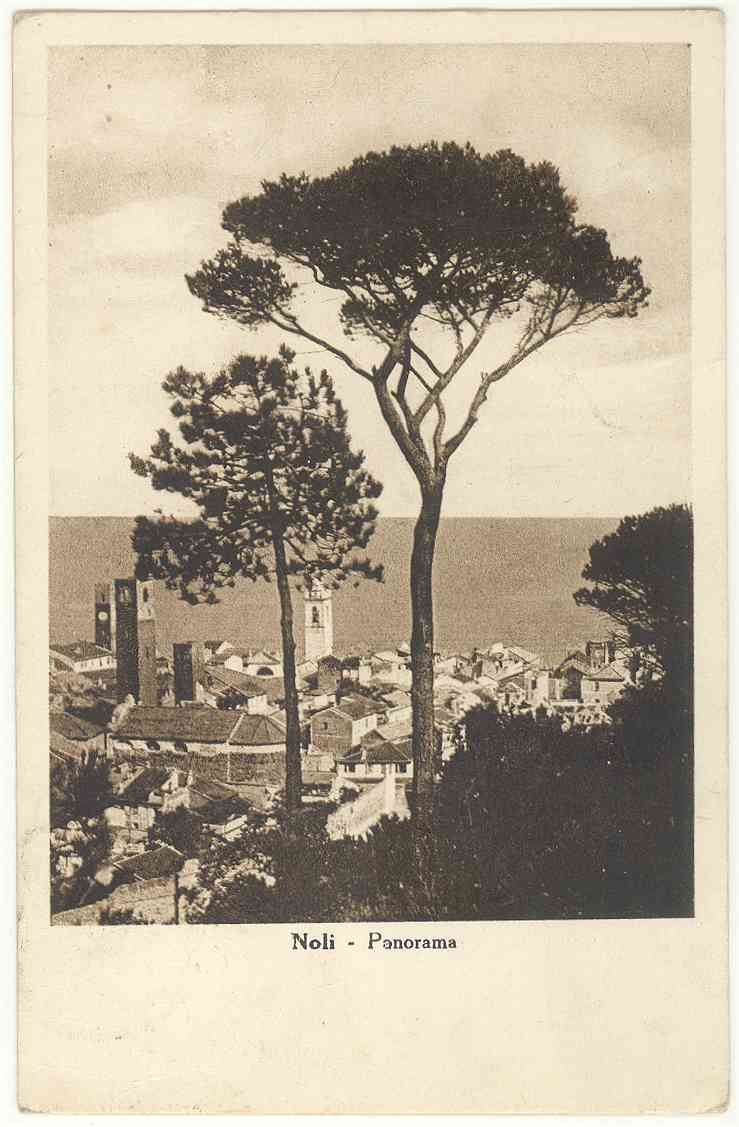
Noli em 1941
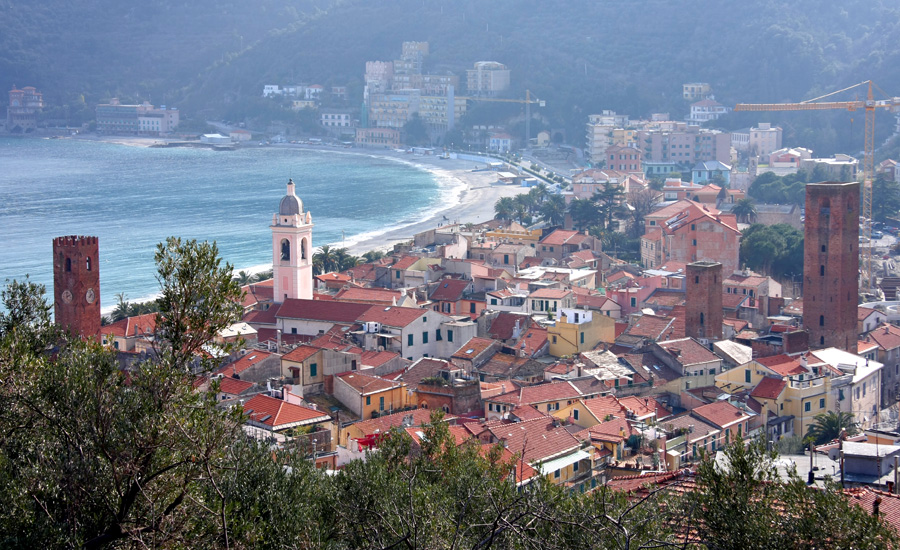
Panorama de Noli
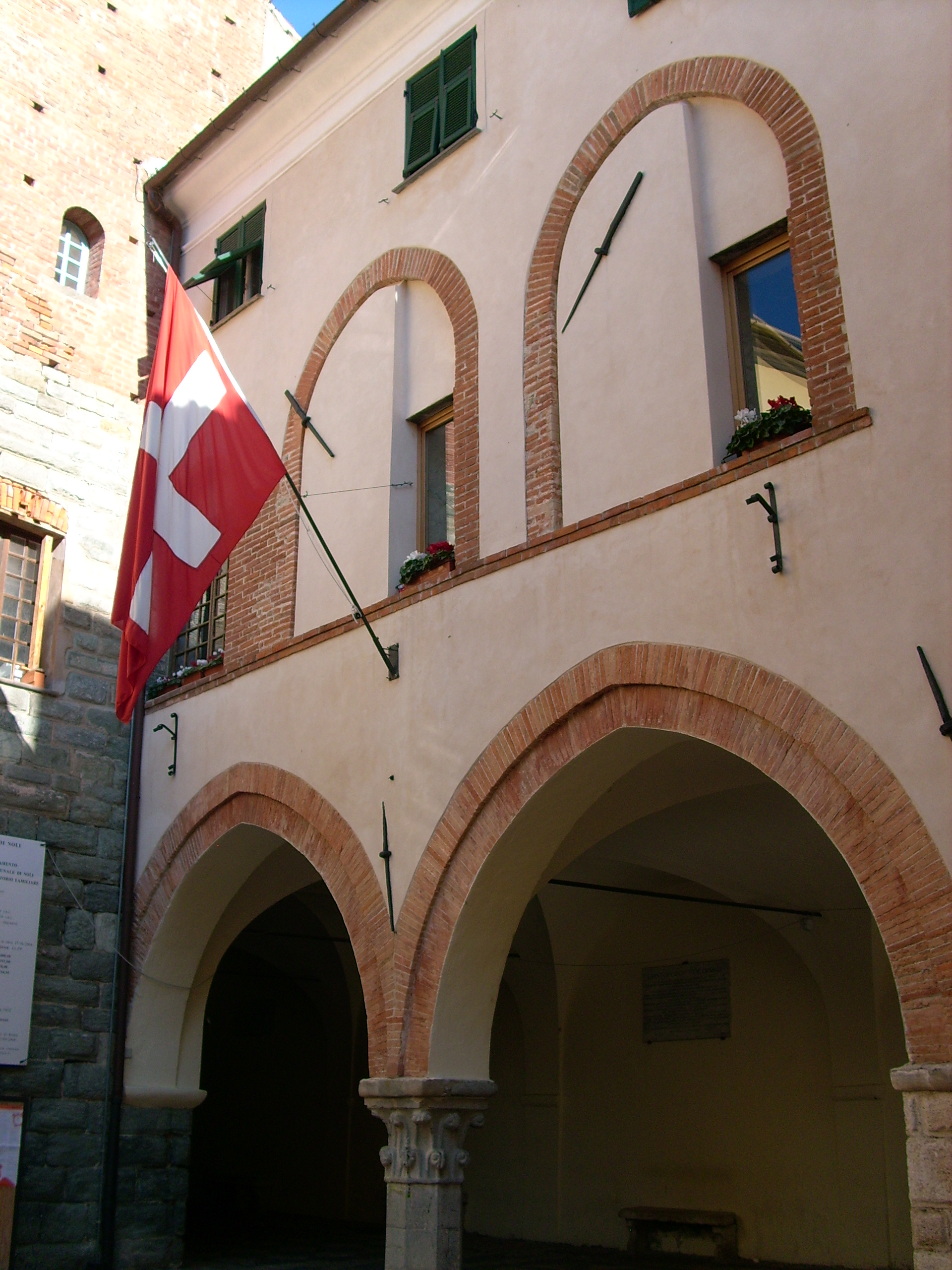
O palácio do governo, agora abriga o governo comunal
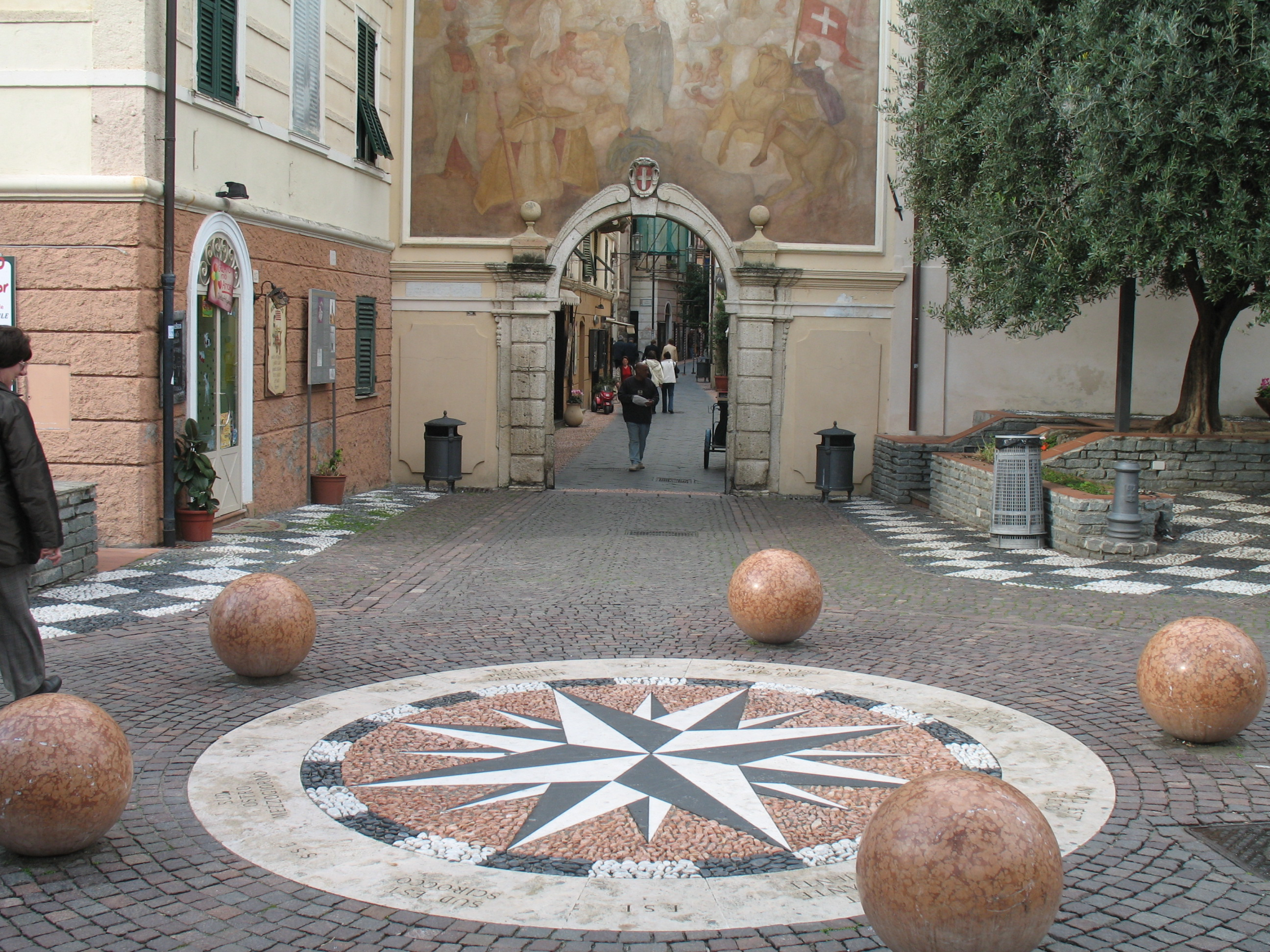
Porta di Piazza
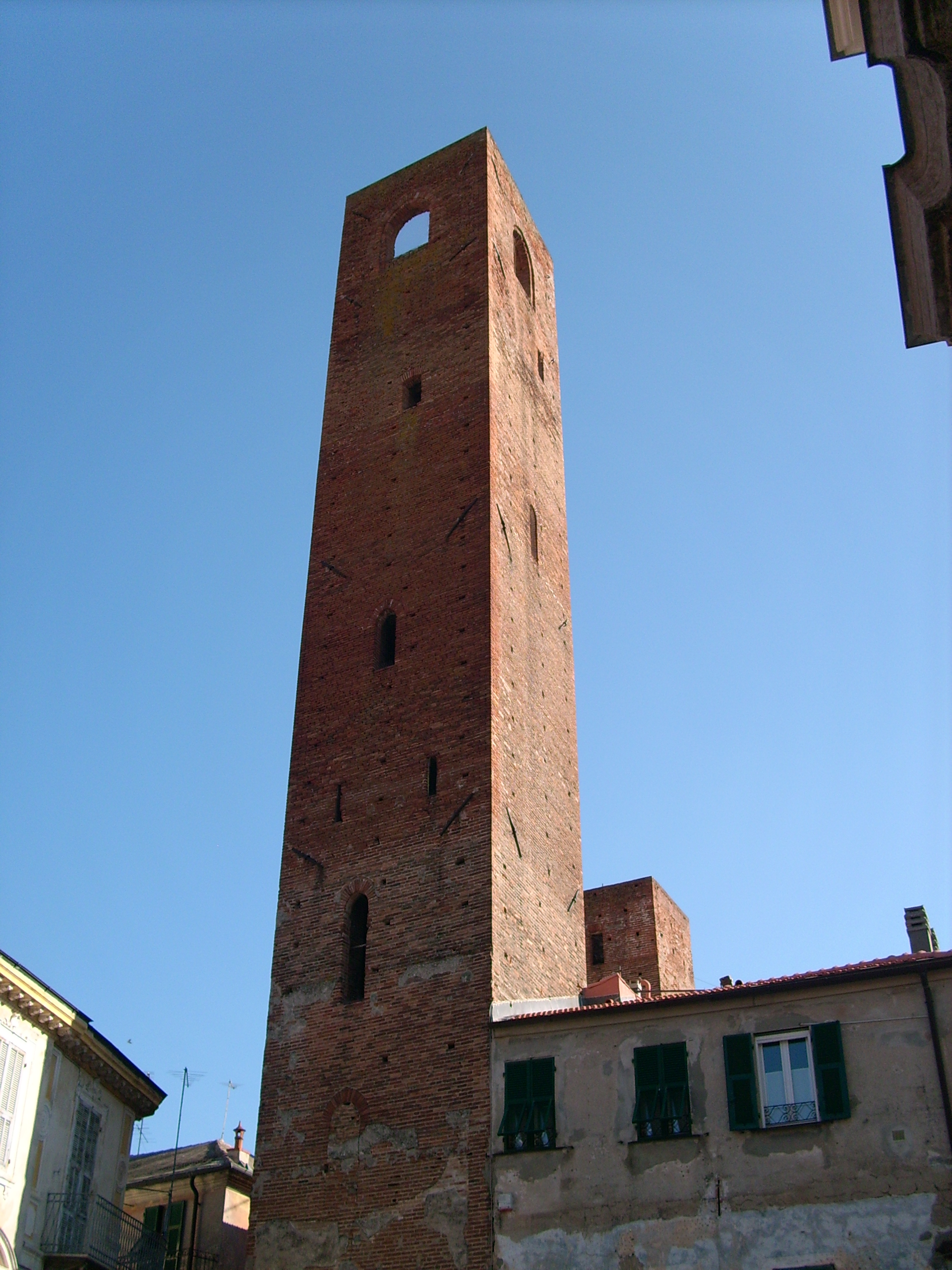
Uma torre de Noli
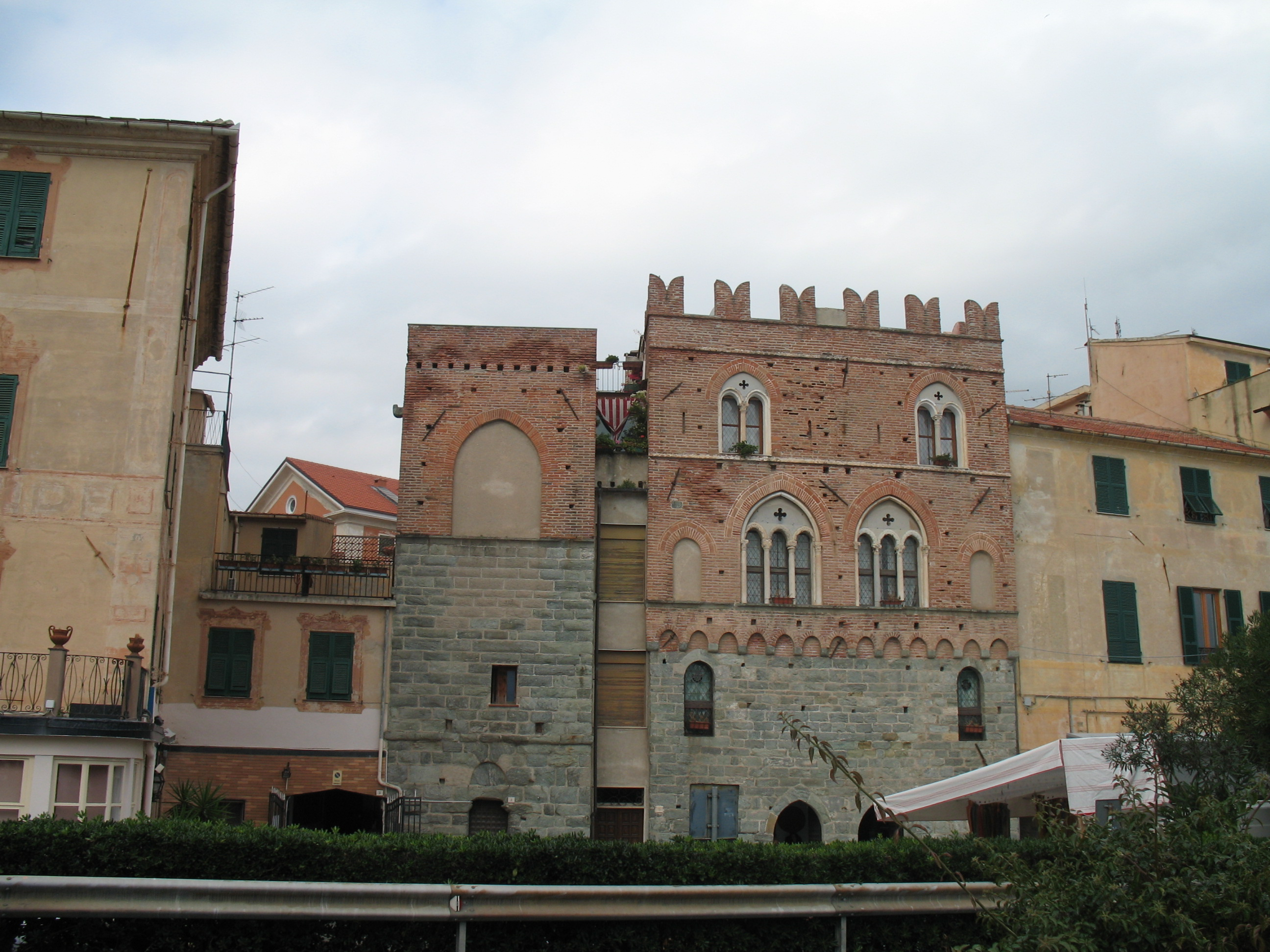
Antigos palácios senhoriais